# 等鰭蛇鰻
等鰭蛇鰻，為輻鰭魚綱鰻鱺目糯鰻亞目蛇鰻科的其中一種，分布於西大西洋區的加勒比海及南美洲北部海域，棲息深度可達45公尺，體長可達76公分，棲息在底層水域，屬肉食性，生活習性不明。

## 擴展閱讀
維基物種上的相關：等鰭蛇鰻